# Tails and the Music Maker
 (octobre 2019).
Si vous disposez d'ouvrages ou d'articles de référence ou si vous connaissez des sites web de qualité traitant du thème abordé ici, merci de compléter l'article en donnant les références utiles à sa vérifiabilité et en les liant à la section « Notes et références ».
Tails and the Music Maker (テイルスと音楽メーカー, Teirusu to Ongaku Mēkā) ou « Tails et le Faiseur de Musique » en français est un jeu vidéo ludo-éducatif produit par Novotrade et développé par Realtime Associates sorti en septembre 1994 en Amérique du Nord sur Sega Pico. Le jeu est par la suite édité par Sega en Europe en 1995, ainsi qu'au Japon par Imagineer le 5 décembre 1995.

## Système de jeu
Tails and the Music Maker est un jeu ludo-éducatif destiné aux enfants, le jeu fonctionne avec cinq pages propres au fonctionnement de la Sega Pico. Le personnage principal est Tails.
La première page consiste à contrôler Tails dans le niveau « Green Hill Zone » issu du jeu Sonic The Hedgehog. Cette page est accompagnée de Thèmes musicaux dont le genre musical est classique.
La seconde page est un flipper interactif. 
La troisième page ressemble au jeu Breakout, il faut casser les briques grâce au stylet de la Sega Pico.
La quatrième page permet d'en apprendre plus sur les instruments de musique et d'écouter un ensemble de morceaux comme Twinkle Twinkle Little Star, Farmer in the Dell, Jingle Bells, Hey Diddle Diddle, Mary Had a Little Lamb, Three Blind Mice, Pop Goes the Weasel, Billy Boy, Bicycle Built for Two, Eensie Weensie Spider, Hickory Dickory Dock , et Row Row Row Your Boat.
La cinquième page est un coloriage de Sonic the Hedgehog. Dans ce niveau est présent un secret, il peut être découvert en appuyant sous le palmier, il permet de débloquer un piano géant.